# Erišum II.
Erišum II. byl asyrský král, syn Narám-Sína. Vládl mezi roky 1815–1809 př. n. l.
Po šesti letech u moci byl svržen Šamši-Adadem I.